# Oh, Yeah?
Oh, Yeah? is een Amerikaanse dramafilm uit 1929 onder regie van Tay Garnett.

## Verhaal
Twee vagebonden reizen in een goederentrein naar het stadje Linda. Daar krijgen ze het aan de stok met andere zwervers. Ze maken er ook kennis met twee serveersters in een eethuisje.

## Rolverdeling
| Acteur           | Personage       |
| ---------------- | --------------- |
| Robert Armstrong | Dude Cowan      |
| James Gleason    | Dusty Reilly    |
| Patricia Caron   | Pinkie          |
| Zasu Pitts       | The Elk         |
| Budd Fine        | Pop Eye         |
| Frank Hagney     | Hot Foot        |
| Harry Tyler      | Splinters       |
| Paul Hurst       | Spoorwegbeambte |